# Reg White
Reg White (n. 28 octombrie 1935, Brightlingsea, Anglia, Regatul Unit – d. 27 mai 2010, Brightlingsea, Anglia, Regatul Unit) a fost un iahtman ce a reprezentat Regatul Unit al Marii Britanii și al Irlandei de Nord, medaliat olimpic. A participat la o ediție a Jocurilor Olimpice (1976) în care a câștigat o medalie de aur.

## Participări
Lista de mai jos prezintă principalele competiții la care a participat Reg White de-a lungul carierei.
- Jocurile Olimpice de vară din 1976[2][3]